# Польско-турецкие отношения

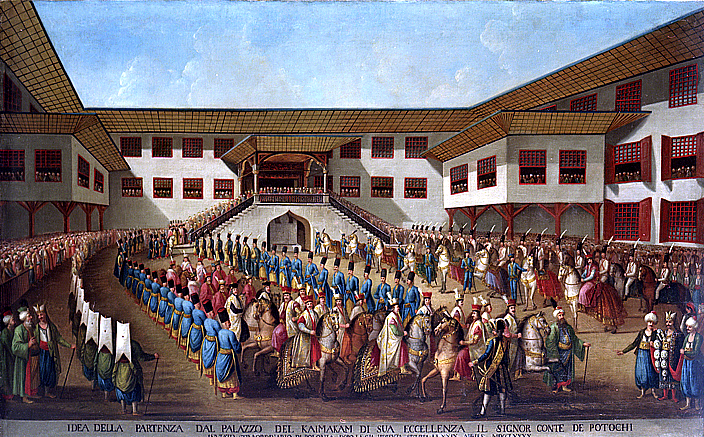
Процессия Петра Потоцкого — последнего посла Польско-Литовского содружества в Стамбуле, 1790 год.

Польско-турецкие отношения — двусторонние дипломатические отношения между Польшей и Турцией. У Польши есть посольство в Анкаре и генеральное консульство в Стамбуле. У Турции есть посольство в Варшаве. Обе страны являются членами НАТО и Средиземноморского союза.

## История отношений

### Османский период
Польско-турецкие отношения исторически были сложными, впервые были установлены в XV веке. Османская империя была единственной крупной страной мира, которая не признавала Раздела Речи Посполитой. Падишах при приёме иностранных послов постоянно спрашивал про польского посла, после чего садразам (великий визирь) подходил к нему и на ухо шёпотом, но так чтобы все слышали, говорил следующие слова: «Польский посол в пути, однако из-за некоторых трудностей задерживается». В некоторых произведениях пишется, что садразам при ежегодных приёмах иностранных послов постоянно обращался к российскому, австрийскому и прусскому послам с вопросом «А где Ваш польский коллега? Не вижу его среди вас.» Такая ситуация продолжалась 127 лет, пока в конце Первой Мировой войны Польша не была восстановлена.
В XIX веке много польских ветеранов Ноябрьского и Январского восстаний, а также Крымской войны прибыли в Турцию. Много польских офицеров, таких как Михаил Чайковский, служили в армии Османской империи. Польский генерал Мариан Лангевич провел последние годы своей жизни в Турции, воевал в османской армии, умер в Стамбуле, где его похоронили на кладбище Хайдарпаша. Польский национальный поэт Адам Мицкевич провел последние месяцы своей жизни в Стамбуле и умер там. Дом, в котором он жил, превращен в его музей.
В Турции есть польское село Полонезкёй (Адампол). Оно расположено на анатолийской стороне Стамбула, основано 1842 году польскими ветеранами Ноябрьского восстания. В XIX и XX веках прибывали новые поселенцы. По состоянию на 2009 год в селе до сих пор существует польская диаспора.

### XX и XXI век
После оккупации Чехословакии Франц фон Папен, посол нацистской Германии в Турции, обратился к турецкому правительству с просьбой передать здание чехословацкого посольства в Анкаре Германии, мотивируя это аналогичной передачей австрийского посольства после Аншлюса, и получил согласие. После оккупации Польши он обратился с такой же просьбой по поводу здания польского посольства, но получил от Исмета Инёню, президента Турции в то время, отказ со следующими словами: «У нас с Польшей есть долгая традиция дружбы. В своё время, после раздела Польши, Турция ждала прибытия польского посла 150 лет. Теперь я не буду огорчать наших польских друзей ради непродолжительного срока, и эту вашу просьбу Турция ни в коем случае не выполнит». Учитывая то, что немецкое посольство было недалеко от польского, фон Папен на протяжении всей войны мог видеть польский флаг из окна своей резиденции.
К числу известных турок с польскими корнями относятся драматург Назым Хикмет и оперная певица сопрано Лейла Генджер.